# Fischzuchtbahn Hortobágy
| Diesellok mit Personenzug (2008) |                            |                    |                     |
| Streckenlänge: | früher 35 km, heute 4,9 km |                    |                     |
| Spurweite: | 760 mm (Bosnische Spur)    |                    |                     |
| Streckengeschwindigkeit: | 20 km/h                    |                    |                     |
| |                            |                    |                     |
| \| \| \| \| \| \| \| \| Hortobágyi Halastó \| Debrecen–Füzesabony \| \| \| \| Hortobágyi Halastó \| \| \| \| \| \| \| \| \| \| Lukas Hoffmann \| \| \| \| \| \| \| \| \| \| \| \| \| \| \| Konrad Lorenz \| \| \| \| \| \| \| \| \| \| Peter Scott \| \| \| \| \| Festetics Antal \| \| |                            |                    |                     |
| |                            |                    |                     |
| Haltepunkt / Haltestelle quer · Strecke quer |                            | Hortobágyi Halastó | Debrecen–Füzesabony |
| Kopfbahnhof Streckenanfang |                            | Hortobágyi Halastó | Hortobágyi Halastó  |
| Abzweig geradeaus und ehemals nach links |                            |                    |                     |
| Haltepunkt / Haltestelle |                            | Lukas Hoffmann     | Lukas Hoffmann      |
| Strecke von links · Abzweig geradeaus und nach rechts |                            |                    |                     |
| Brücke über Wasserlauf · Strecke |                            |                    |                     |
| ehemaliger Haltepunkt / Haltestelle Streckenende · Haltepunkt / Haltestelle |                            | Konrad Lorenz      | Konrad Lorenz       |
| Brücke über Wasserlauf |                            |                    |                     |
| Haltepunkt / Haltestelle |                            | Peter Scott        | Peter Scott         |
| Kopfbahnhof Streckenende |                            | Festetics Antal    | Festetics Antal     |

Die Fischzuchtbahn Hortobágy (ungarisch Hortobágy-halastavi Kisvasút) ist eine Feldbahn mit einer Spurweite von 760 mm zur Bewirtschaftung der westlich des ungarischen Ortes Hortobágy im gleichnamigen Nationalpark gelegenen Fischteiche. Es handelt sich um die einzige mit Lokomotiven betriebene Fischereibahn in Europa.

## Geschichte
Die Bahn wurde 1915 gebaut und in Betrieb genommen. Auf dem früher weitverzweigten Schienennetz der Fischzuchtbahn zogen Dampf- und später Diesellokomotiven Züge mit Fischfutter vom Silo am Haltepunkt Hortobágyi-Halastó, wo es auch eine Umladestelle an der Normalspurstrecke Debrecen–Füzesabony gab, zu den bereits im 19. Jahrhundert angelegten Fischteichen. In der Gegenrichtung transportierten sie gefangenen Fisch. Das Gleisnetz wurde 1960 vorübergehend stillgelegt. Der Güterverkehr wird inzwischen mit Lastwagen durchgeführt. 
Auf dem als Museumseisenbahn genutzten Hauptgleis findet seit 2007 im Sommer touristischer Ausflugsverkehr statt. Die einfache Fahrt dauert 23 Minuten.

## Schienenfahrzeuge
Es gibt zwei Diesellokomotiven des Typs C-50 sowie einen nicht betriebsbereiten MV Kuli. Drei Personenwagen wurden auf den Fahrgestellen von zweiachsigen Güterwagen aufgebaut. Aufgrund des hohen Transportaufkommens wurde im Jahr 2016 ein größerer, zweiachsiger Wagen gebaut. Darüber hinaus gibt es noch renovierungsbedürftige Eisenbahngüterwagen.

## Fotos

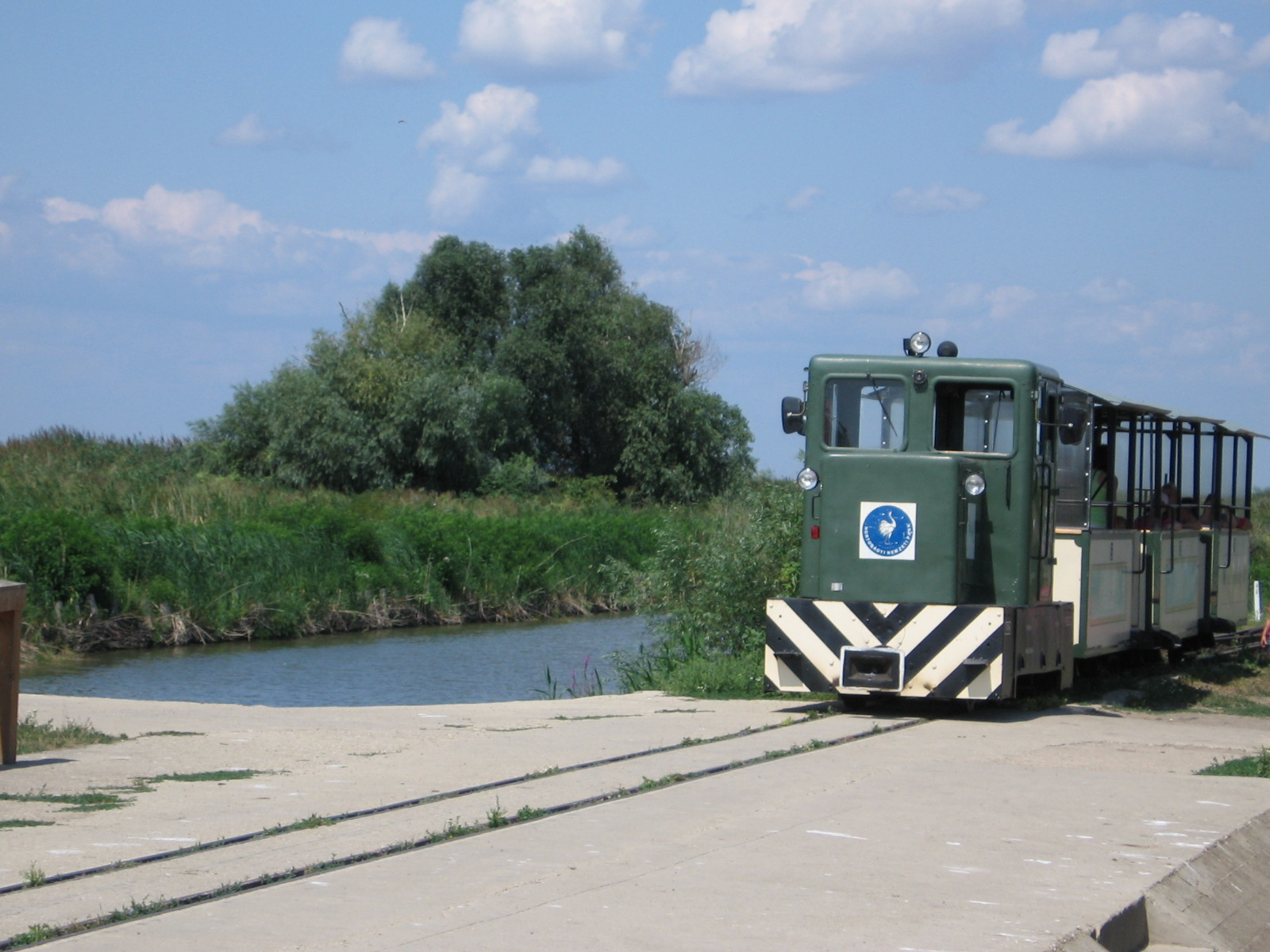
Diesellokomotive C-50
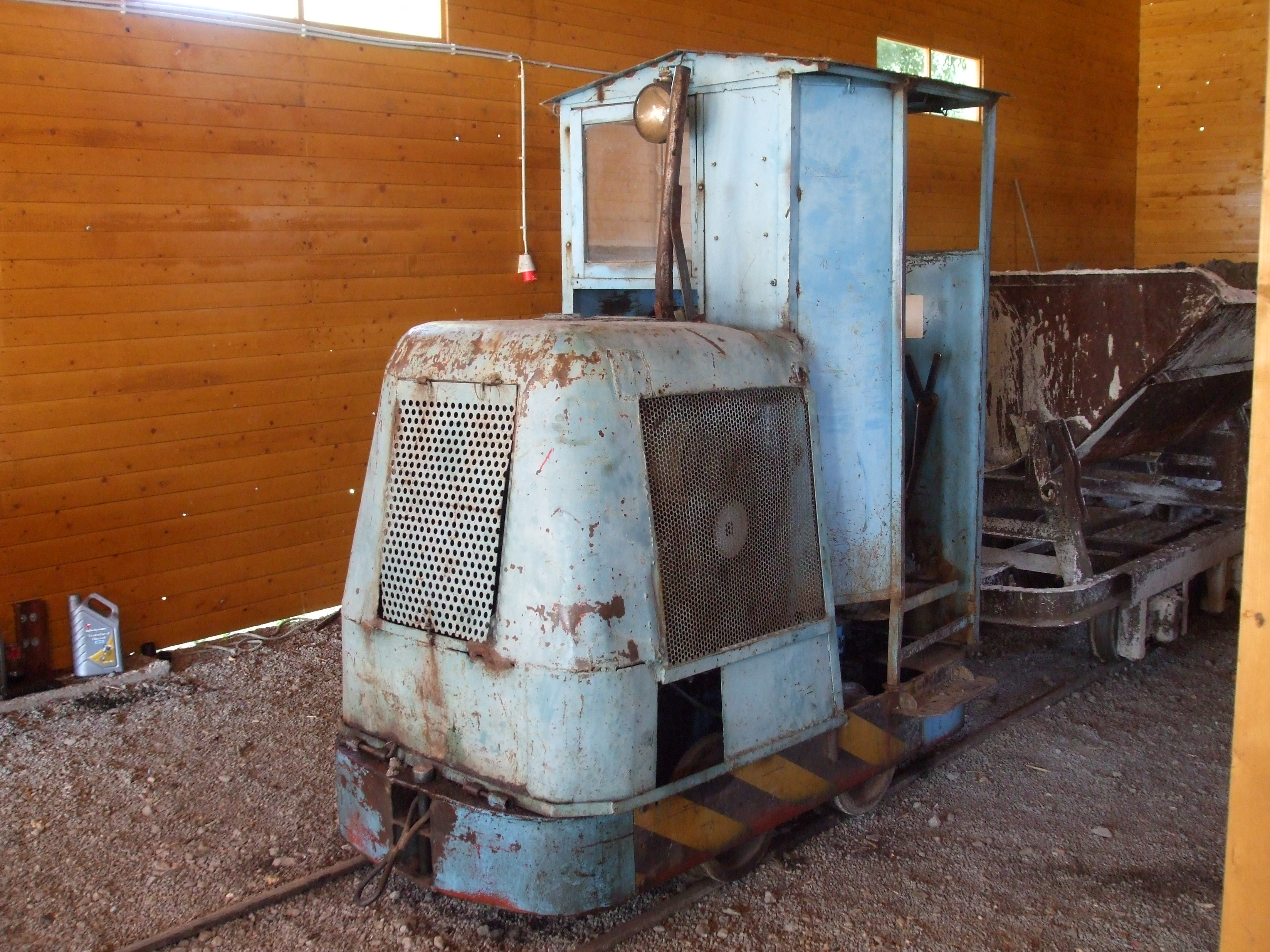
Gleisinstandhaltungszug mit MV Kuli
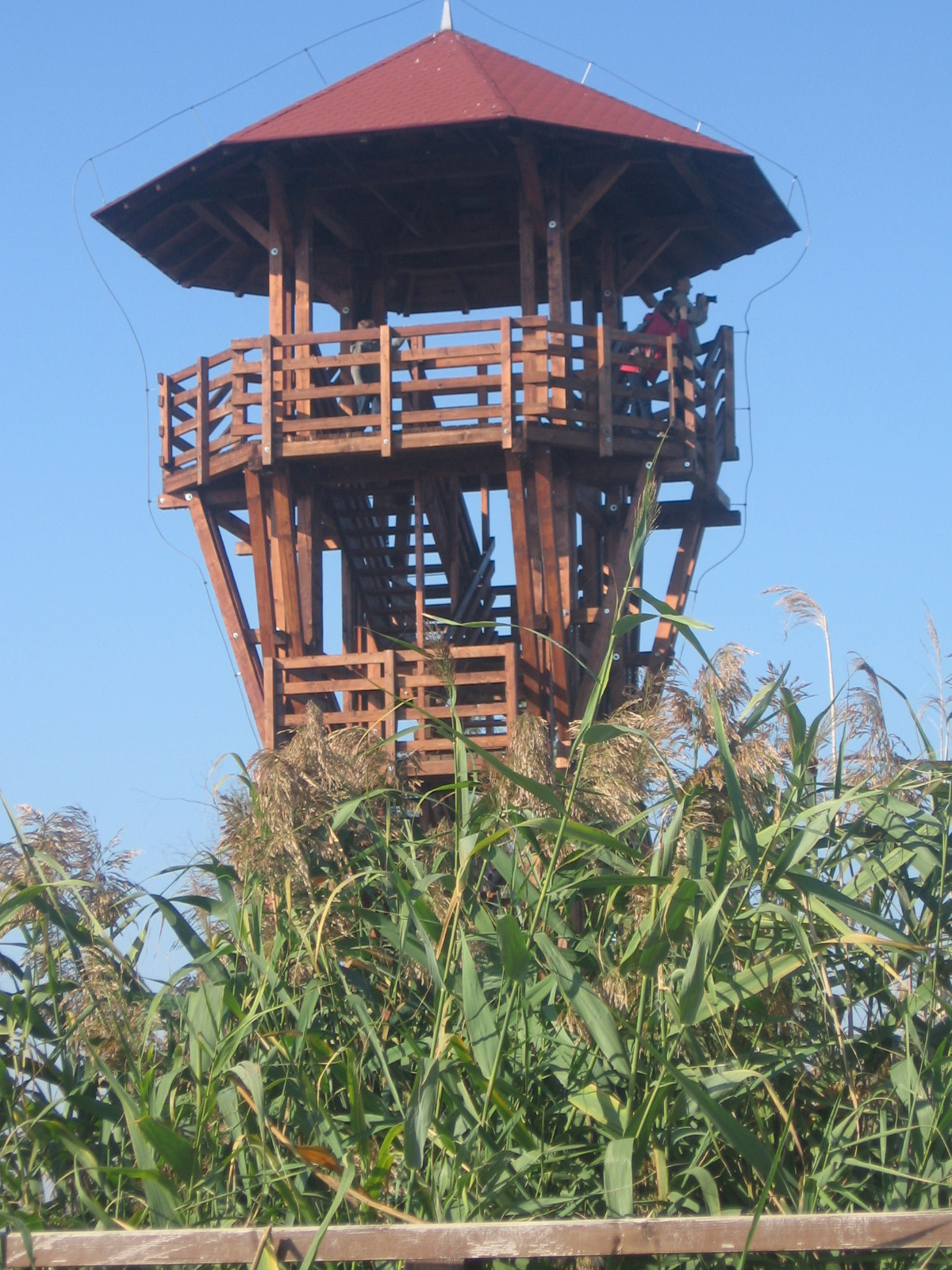
Moderner Aussichtsturm am Endbahnhof
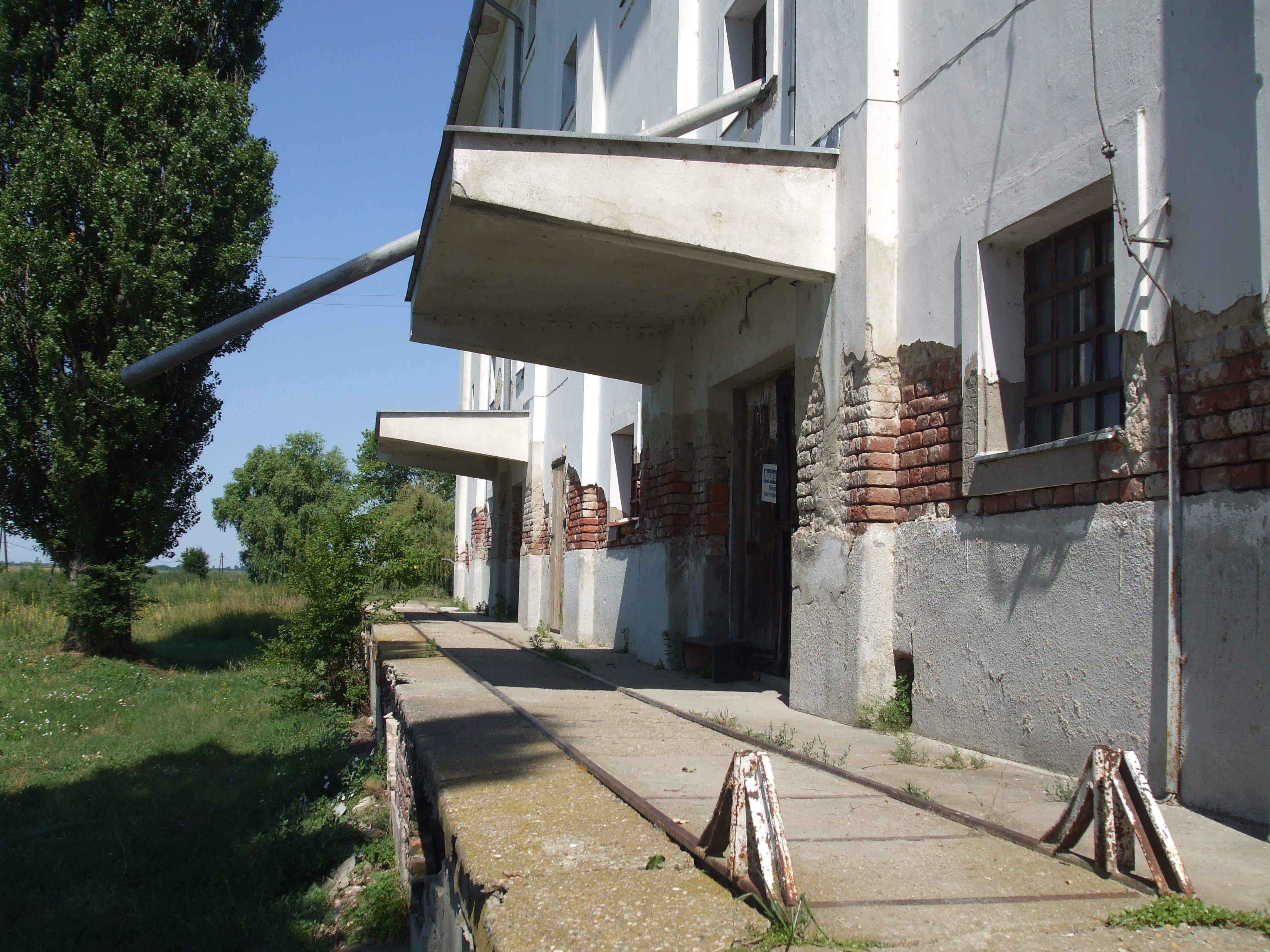
Schienen auf der Laderampe des Silos
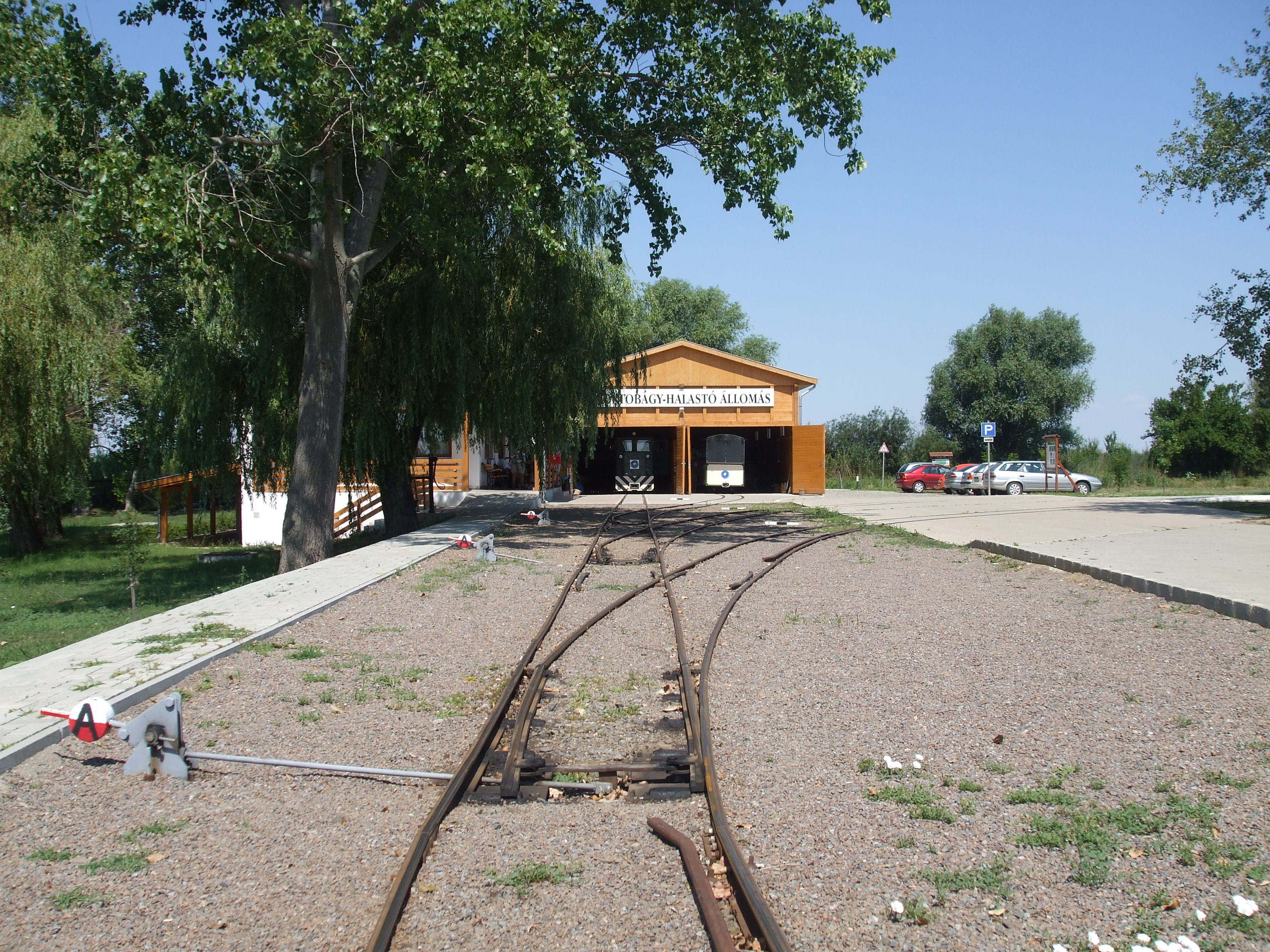
Bahnbetriebswerk
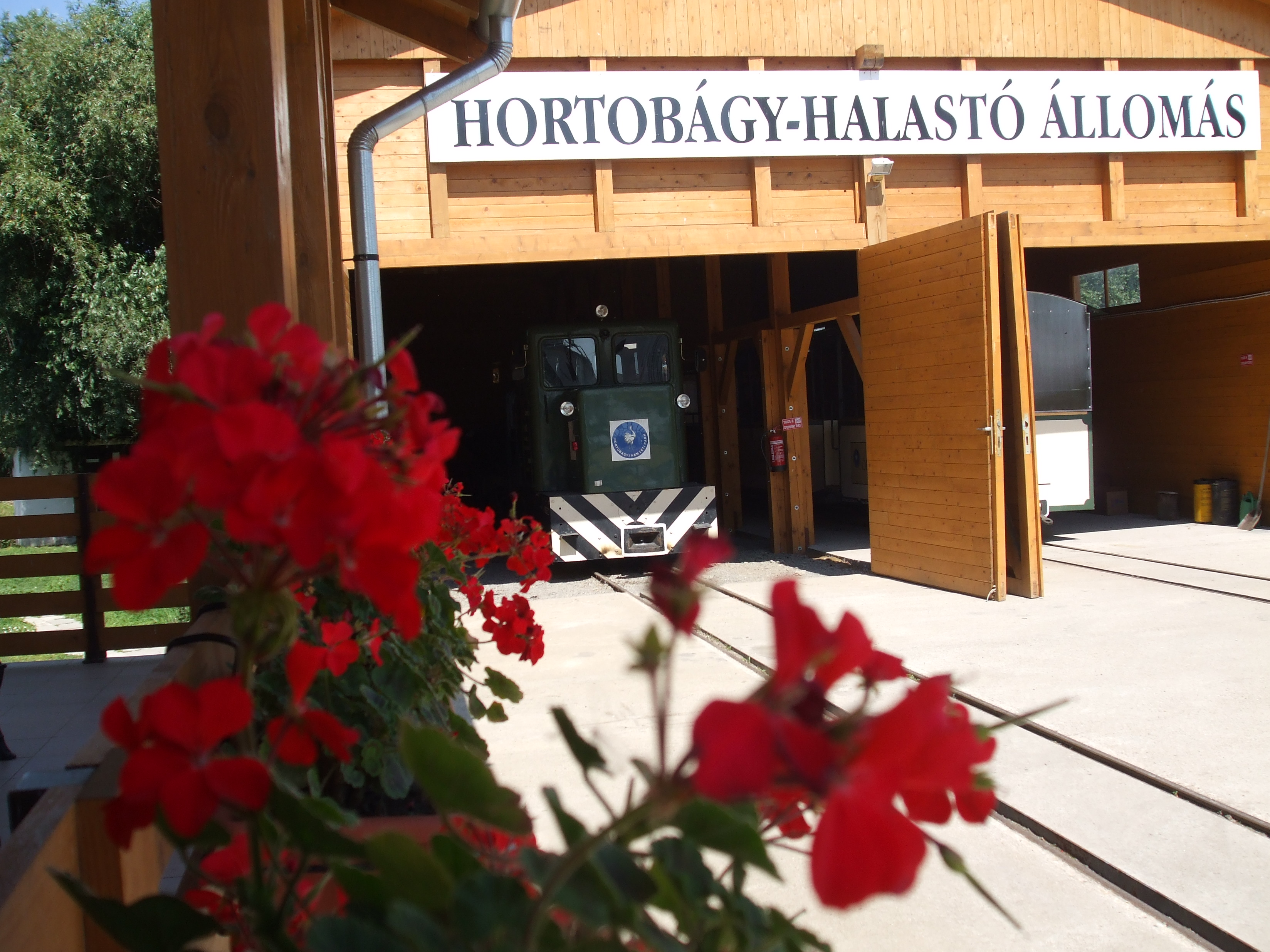
Lokschuppen
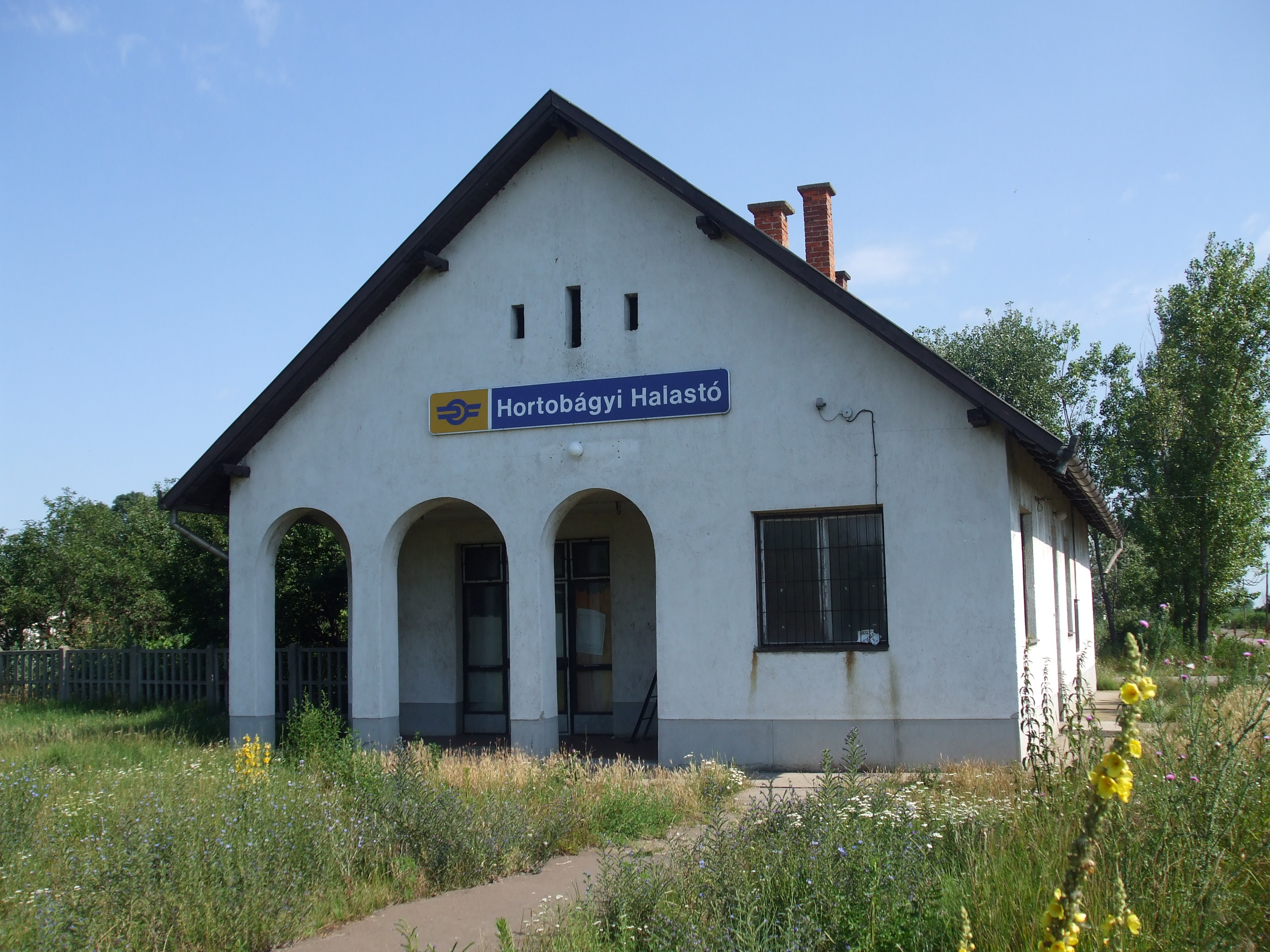
Empfangsgebäude des Haltepunkts Hortobágyi Halastó